# Otto III Detleb
Otto III Detleb (ur. 1122, zm. 12 maja 1160) – książę ołomuniecki w latach 1140–1160.
Otto III Detleb był synem Ottona II Czarnego i Zofii z Bergu. Po śmierci ojca w bitwie pod Chlumcem przyjaciele ojca wywieźli go na Ruś. Powrócił do dzielnicy ołomunieckiej dopiero po śmierci Sobiesława I w 1140 r. Wraz z czeskim rycerstwem i innymi książętami dzielnicowymi brał udział w walce z Władysławem II. Biskup ołomuniecki Henryk Zdik obłożył uczestników interdyktem. Zwycięzcą okazał się Władysław II, który w 1141 r. najechał Morawy. Pokój zaprowadził legat papieski. Za wiedzą Ottona III, Konrad II Znojemski napadł na biskupa Henryka Zdika, ale hierarcha zdołał zbiec. Później Otto III Detleb współpracował z Władysławem II. Wziął udział w drugiej krucjacie w 1147 r., wyprawie do Polski w 1157 r. i do Włoch w 1158 r.
Otto III Detleb był żonaty z Durancją (zm. 13 grudnia po 1160). Z tego związku pochodzili:
- Swatawa (zm. przed 1160)
- Włodzimierz (ur. 1145, zm. 10 grudnia przed 1200)
- Brzetysław (zm. przed 1201)
- Eufemia (zm. po 12 maja 1160)
- Jadwiga (zm. 16 stycznia po 1160
- Maria (zm. po 12 maja 1160)